# کورتال
کورتال (به ایتالیایی: Cortale) یک کومونه در ایتالیا است که در استان کاتانزارو واقع شده‌است.

## خصوصیات
کورتال ۲۹ کیلومترمربع مساحت و ۲٬۱۷۹ نفر جمعیت دارد و ۴۱۰ متر بالاتر از سطح دریا واقع شده‌است.

## خواهرخوانده
شهرهای اربا (لمباردی) و Ponte Lambro خواهرخوانده‌های کورتال هستند.